# مونيك فيتيغ
مونيك فيتيغ (بالفرنسية: Monique Wittig)‏ (13 يوليو 1935 في فرنسا - 3 يناير 2003، توسان في الولايات المتحدة)؛ فيلسوفة، كاتِبة، أستاذة جامعية وروائية فرنسية.

## روابط خارجية
- مونيك فيتيغ على موقع الموسوعة البريطانية (الإنجليزية)
- مونيك فيتيغ على موقع ميوزك برينز (الإنجليزية)